# Castello di Châtelard
Das Castello di Châtelard (lokal einfach Châtelard oder Tour de Châtelard genannt) ist die Ruine einer Höhenburg auf einem Felsvorsprung im Ortsteil Château der Gemeinde La Salle im Aostatal. Die Burg dominierte einst das Dorf und das Valdigne. Sie diente wohl der Kontrolle der Straße, die sich zum Kleinen St. Bernhard hinaufwindet, und zu deren Sperrung für eventuelle Invasoren. Heute ist die Burg verfallen, in privater Hand und nicht zu besichtigen.

## Geschichte
Die Burg Châtelard ließ Rodolphe Grossi, der damalige Bischof von Aosta und Berater von Graf Peter II. von Savoyen, in der ersten Hälfte des 13. Jahrhunderts errichten, vermutlich zwischen 1230 und 1245. Es gehörte lange Zeit der Familie Grossi aus Châtelard.

Die Burgruine auf einer alten Postkarte

Die Burg wurde erstmals 1248 in einer feudalen Ehrerbietung erwähnt, wo sie als „Turm mit angrenzenden Gebäuden“ definiert wurde («recognivit […] turrim de Chastelar in Valle Digna et continentia hedificia cum fundamento et vineam hedificiis coherentem a parte inferiori…»; dt.: „bezeichnet … Turm in Châtelard im Valdigne und bestehend aus einem Gebäude mit Fundament und angrenzenden Gebäuden im unteren Teil […]“). 1269 wurde im Norden des Komplexes die Burgkapelle gebaut, die aber 1824 in ein Zimmer umgewandelt wurde.
In Folge eines Streites zwischen dem Grafen Amadeus V. von Savoyen und dem Bischof Robert de Genève und seinem Vetter, dem Grafen Amadeus II. von Genf, wurde das Gebiet von Châtelard im September 1285 von den Dauphinéern geplündert. 1301 gewährte Amadeus V. der Burg Freiheiten, die den Handel beförderten, bis sie wenige Jahre später vom Grafen Eduard von Savoyen im Krieg mit Amadeus V. von Savoyen und Amadeus III. von Genf, dem Sohn des vorhergehenden Grafen, eingenommen wurde.
Sie gehörte mehreren Herren gemeinsam und es gab zahlreiche Eigentümerwechsel, die nicht auf Vererbung beruhten: Ein Dokument bezeugt, dass am 17. Oktober 1323 Pierre du Châtelard seinen Anteil den Grafen von Savoyen überließ, während ein weiteres Dokument berichtet, dass 1371 Jean du Châtelard seinen Zwölftelanteil an Emericio II. von Quart verkaufte. 1558 schenkten die Adligen Bernadin und Michel du Châtelard ihren Anteil Stéphane und Jean d’Avise. In den Jahren 1608 und 1609 vergaben Gaspar und Melchior du Châtelard und ihre Mutter Françoise Gilly, Witwe Châtelard, ihre Rechte an Léonard d'Avise.
Die Adelsfamilie Châtelard starb 1691 aus, als der letzte Erbe von den Franzosen bei einer Invasion umgebracht wurde.
1793 fielen die französischen Revolutionstruppen erneut in Savoyen ein und zerstörten im Aostatal einen guten Teil der Burg. 1798 kaufte die Familie Léaval die Reste und blieb bis 1931 Eigentümer. Nach dem Tod von Jean-Baptiste Léaval gelangte die Burg Châtelard in die Hände von Élise Donnet. Heute ist die Burgruine in privater Hand und gehört der Familie Beneyton.

## Beschreibung

Grundriss der Burg Châtelard von Carlo Nigra (1938)

Die Burg Châtelard besteht aus einem hohen, runden Donjon, an den ein Wohnblock mit quadratischem Grundriss, umgeben von einer unregelmäßig geformten Umfassungsmauer, die an die Geländeform angepasst ist, angebaut ist. Diese Art von Festung mit kreisrundem, sehr engem Grundriss, der in seiner Zeit unüblich, aber bei Peter II. von Savoyen beliebt war, dessen Berater Rodolphe Grossi war, wurde nur kurze Zeit um die Mitte des 13. Jahrhunderts eingesetzt. Später wurde sie durch die bekanntere Konstruktion mit quadratischem Grundriss nach römischer Art ersetzt, die den Vorteil von weniger konstruktiven Schwierigkeiten hatte.
Die Burg Châtelard ist etwa 18 Meter hoch, hat einen Durchmesser von etwas mehr als 5 Meter und ist bis heute fast intakt, wogegen der Rest der Burg und die doppelte Umfassungsmauer zu Ruinen verfallen sind. Der Eingang zum Turm liegt auf etwa 10 Meter über der Erde, was die Einnahme bei einem Angriff schwierig machte.
Beim Bau der Burg wurde ein System schiefer Ebenen genutzt, über die mit Seilen und mithilfe von Zugtieren die zum Bau notwendigen Steine geschleppt wurden.